# Fußball in Hamburg

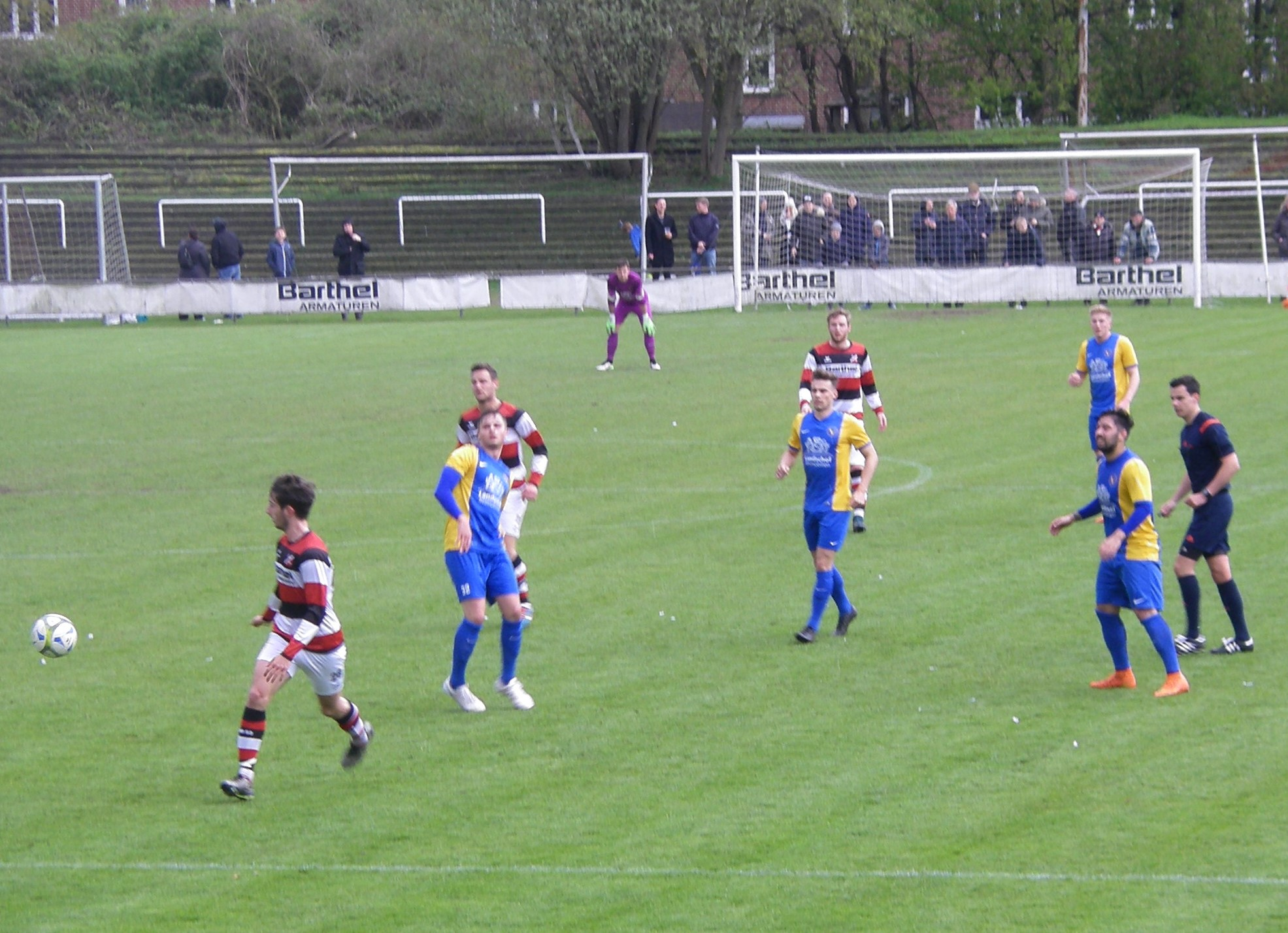
Spielszene des ältesten noch gespielten Stadtderbys in Deutschland zwischen Altona 93 und Victoria Hamburg (24. April 2016).

Fußball in Hamburg wird seit den 1890er Jahren organisiert gespielt und seit der Gründung des Hamburger Sport Verein (HSV) im Jahr 1919 fast ausnahmslos von diesem Verein dominiert. Sein größter Konkurrent in den 1930er und frühen 1940er Jahren war der Eimsbütteler TV, der zwischen 1934 und 1936 dreimal in Folge sowie später noch zweimal in den Jahren 1940 und 1942 die Meisterschaft der Gau- bzw. Bereichsliga Nordmark gewann und mit insgesamt fünf Titeln Rekordsieger dieses zwischen 1934 und 1942 insgesamt neunmal ausgetragenen Wettbewerbs ist. Die anderen vier Titel gewann der HSV, der sich nach dem Zweiten Weltkrieg bald wieder zur unumstrittenen Nummer eins im Hamburger Fußball entwickelte. Ebenfalls erst nach dem Zweiten Weltkrieg entwickelte sich der FC St. Pauli zum größten Rivalen des HSV. Das Hamburger Stadtderby bezeichnet heute die Begegnung zwischen diesen beiden Vereinen. Seit dem Aufstieg des FC St. Pauli in die Bundesliga 2023/2024 sind beide vereine wieder in verschiedenen Ligen.
Vor dem Ersten Weltkrieg dominierten drei Vereine die Hamburger Fußballszene. Einer von ihnen war der Sport-Club „Germania“, in dem überwiegend in Hamburg lebende Briten spielten. 1919 schlossen sich der Hamburger Fußball-Club von 1888 und der FC Falke 06 zum HSV zusammen, der das Gründungsdatum 29. September 1887 von Germania übernahm. Germania war 1896 der erste Sieger der vom Hamburg-Altonaer Fußball-Bund (HAFB) organisierten Meisterschaft, die der Verein in den ersten zehn Spielzeiten (bis 1905) insgesamt fünfmal gewann. Sein größter Konkurrent war der Altonaer FC von 1893, der vier Austragungen gewann und mit insgesamt acht Titeln der erfolgreichste Verein des Hamburg-Altonaer Fußball-Bundes vor dem Ausbruch des Ersten Weltkriegs war. Nachdem Germania keinen weiteren Titel mehr gewinnen konnte, erwuchs dem Altona 93 mit dem FC (später SC) Victoria Hamburg ein neuer Rivale, der im Zeitraum zwischen 1905 und 1913 fünf Erfolge verbuchen konnte.

## Anfänge des organisierten Fußballs in Hamburg
| Jahr | Datum         | Veranstalter                              | Gegner                             | Ort                         | Nachweis                             |
| ---- | ------------- | ----------------------------------------- | ---------------------------------- | --------------------------- | ------------------------------------ |
| 1895 | 28. April     | Altonaer Cricket-Club von 1893            | Sport-Club „Germania“              | Altonaer Eisbahn            | Ankündigung                          |
| 1895 | 23. Juni      | Altonaer Turnverein                       | Hamburger Spielverein „Frisch auf“ | Altonaer Eisbahn            | kurzer Bericht                       |
| 1895 | 3. November   | Hamburg-Altonaer Fußball-Club             | Berliner Club „Frankfurt“          | (Bahrenfelder) Execierweide | kurzer Bericht                       |
| 1896 | 4. Oktober    | Hamburg-Altonaer Fußball und Cricket-Bund | 1. Tag der Meisterschaftsspiele    |                             | Bericht                              |
| 1896 | 19. September | Fußball-Club Meteor                       | Fußball-Club Hammonia              | Moorweide                   | kurzer Bericht                       |
| 1896 | 20. September | Borgfelder Fußball-Klub                   | Fußball-Klub Teutonia              |                             | kurzer Bericht (siehe 19. September) |
| 1896 | 11. Oktober   | Hamburg-Altonaer Fußball und Cricket-Bund | 2. Tag der Meisterschaftsspiele    | kl. Altonaer Exerzierplatz  | Ankündigung, Bericht                 |
| 1896 | 18. Oktober   | Hamburg-Altonaer Fußball und Cricket-Bund | 3. Tag der Meisterschaftsspiele    | kl. Altonaer Exerzierplatz  | Ankündigung, Bericht                 |
| 1896 | 25. Oktober   | Hamburg-Altonaer Fußball und Cricket-Bund | 4. Tag der Meisterschaftsspiele    |                             | Ankündigung, Bericht                 |
| 1896 | 1. November   | Hamburg-Altonaer Fußball und Cricket-Bund | 5. Tag der Meisterschaftsspiele    |                             | Ankündigung, Bericht                 |
| 1896 | 8. November   | Hamburg-Altonaer Fußball und Cricket-Bund | 6. Tag der Meisterschaftsspiele    |                             | Ankündigung, Bericht                 |
| 1896 | 15. November  | Hamburg-Altonaer Fußball und Cricket-Bund | 7. Tag der Meisterschaftsspiele    |                             | Ankündigung, Bericht                 |

Schon in der Saison 1895/96 wurde eine Verbandsmeisterschaft ausgetragen, die vom HAFB (ab 1907: Bezirk III des NFV) ausgerichtet und vom SC Germania gewonnen wurde. Die weiteren Gründungsmitglieder dieser Liga waren Altona 93, der FC Association (erster Tabellenführer), der Borgfelder FC und der Hamburger FC 1888.
Altona 93 und Germania waren die beiden einzigen Vereine, die bis zur Saison 1912/13 ununterbrochen in der höchsten Hamburger Klasse spielten, Germania auch darüber hinaus bis zur HSV-Gründung 1919. 1913/14 wurde erstmals eine Punktspielrunde für den norddeutschen Raum eingeführt, die nach einem Jahr wegen des Kriegsbeginns zunächst wieder zum Erliegen kam; Meister war Altona 93, weitere drei Hamburger und Altonaer Vereine sowie Borussia Harburg gehörten dieser Liga an.
Vereine kamen und gingen, zum Beispiel setzte der HFC 1888 in den Jahren 1898 und 1899 aus und verließ vorübergehend auch den Verband (Ausstieg nach der Hinrunde 1897/98 und Wiedereinstieg zur Rückrunde 1899/00). Zwei Gründungsvereine zogen sich ganz aus der Liga zurück: der Borgfelder FC bereits nach der Saison 1896/97 und der FC Association zwei Jahre später.
Die zuweilen ausschließlich aus deutschen Spielern bestehende Mannschaft des Altonaer FC 1893 und die vorwiegend aus Spielern verschiedener Länder gebildete Mannschaft von Germania waren darüber hinaus die beiden einzigen Vereine, die die Hamburger Stadtmeisterschaft in den ersten neun Jahren ihres Bestehens gewinnen konnten: Germania war fünfmal erfolgreich, der AFC 93 heimste die übrigen vier Titel ein.
Im Laufe der Jahre kamen immer wieder neue Mannschaften hinzu bzw. zogen sich zurück. Der beste „Newcomer“ in den Jahren vor dem Ersten Weltkrieg war der SC (anfangs FC) Victoria, der zur Saison 1898/99 der Liga beitrat und sich schon bald zum größten Konkurrenten des AFC 93 entwickelte. Denn in den neun Jahren zwischen 1905 und 1913 machten diese beiden Mannschaften den Titel ausschließlich unter sich aus.

## Endrundenspiele um die Deutsche Meisterschaft

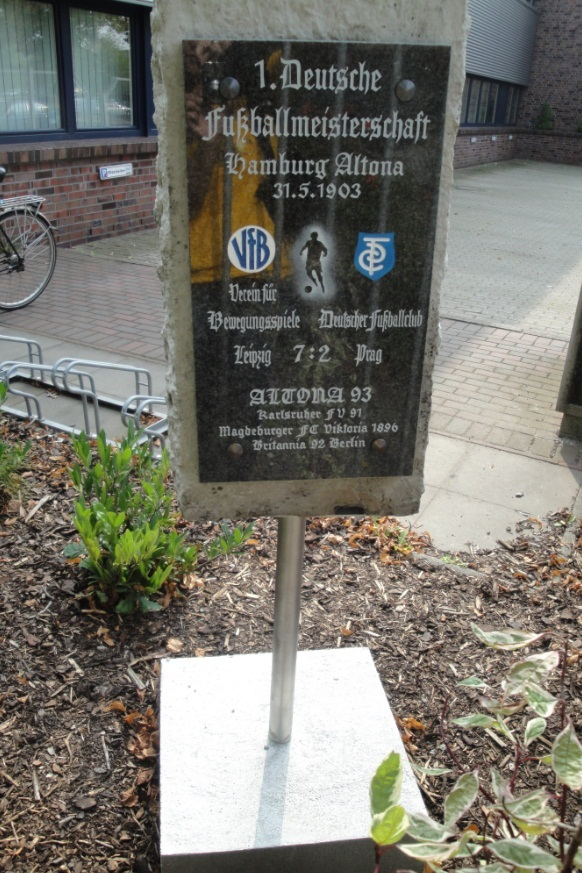
Gedenkstein an das erste Finale um die deutsche Fußballmeisterschaft in Altona, gestiftet von der Initiative 1903 e.V.

Als in der Saison 1902/03 erstmals eine gesamtdeutsche Fußballmeisterschaft ausgetragen wurde, vertrat Altona 93 den HAFB und konnte sich durch ein 8:1 gegen den Magdeburger FC Viktoria 1896 für das Halbfinale qualifizieren, in dem der AFC dann dem späteren Meister VfB Leipzig unterlag. Dennoch kam Altona insofern in den Genuss des ersten Finalspiels um die deutsche Fußballmeisterschaft, als dieses am 31. Mai 1903 auf dem Exerzierplatz in Bahrenfeld ausgetragen wurde.
In den folgenden Endrundenspielen um die deutsche Fußballmeisterschaft vertraten Germania 1887 (Saison 1903/04) sowie in den drei folgenden Spielzeiten der SC Victoria den Hamburger Fußball, kamen jedoch ebenso wenig über das Halbfinale hinaus (Germania im Jahr 1904, Victoria nach zweimaligem Ausscheiden im Viertelfinale im Jahr 1907) wie der AFC 1893 bei seinem zweiten Versuch 1909. Somit war Holstein Kiel im Jahr 1912 die einzige Mannschaft des Norddeutschen Fußball-Verbandes, die die gesamtdeutsche Fußballmeisterschaft gewinnen konnte. Der nächste norddeutsche Verein, dem dies gelang, war der Hamburger SV 1923 (nachdem ihm der Titel bereits im Vorjahr am grünen Tisch zugesprochen wurde, er aber darauf verzichtet hatte). Der HSV ist bis heute der einzige Hamburger Verein, der die deutsche Fußballmeisterschaft (bisher insgesamt sechsmal) gewinnen konnte. Auch ist er der einzige Hamburger Verein, der (dreimal) den DFB-Pokal und je einmal den Europapokal der Landesmeister (1983) und den Europapokal der Pokalsieger (1977) gewann.
Finalteilnahmen in den nationalen Wettbewerben gelang neben dem HSV als einziger „Hamburger“ Mannschaft dem nur in den Kriegsjahren zwischen 1942 und 1944 existierenden LSV Hamburg. Die mit einer Reihe hochkarätiger (darunter auch National-) Spieler besetzte Militärmannschaft spielte in der Saison 1943/44 der Gauklasse Hamburg quasi „außer Konkurrenz“; denn sie gab in 18 Spielen lediglich einen Punkt ab, erzielte somit 35-1 Punkte und verwies den HSV (28-8 Punkte), Victoria (23-13), Altona 93 (20-16) und FC St. Pauli (16-20) auf die Plätze. 1943 erreichte der LSV das Finale um den Tschammer-Pokal (2:3 n. V. gegen Vienna Wien) und 1944 das Finale um die deutsche Meisterschaft (0:4 gegen den Dresdner SC).
In den 1930er und frühen 1940er Jahren qualifizierte sich der Eimsbütteler TV insgesamt fünfmal für die Endrundenteilnahme um die deutsche Meisterschaft, scheiterte aber in allen Fällen bereits in der Vorrunde. Zwischen 1948 und 1951 qualifizierten sich der HSV und St. Pauli gleich viermal in Folge gleichzeitig für die Endrunde, scheiterten aber in der Regel vorzeitig. Lediglich dem FC St. Pauli gelang in diesem Zeitraum einmal (1948) die Qualifikation für das Halbfinale, in dem die Kiezkicker knapp (2:3 n. V.) gegen den späteren Meister 1. FC Nürnberg scheiterten.

## Hamburger Vereine seit Einführung der Bundesliga

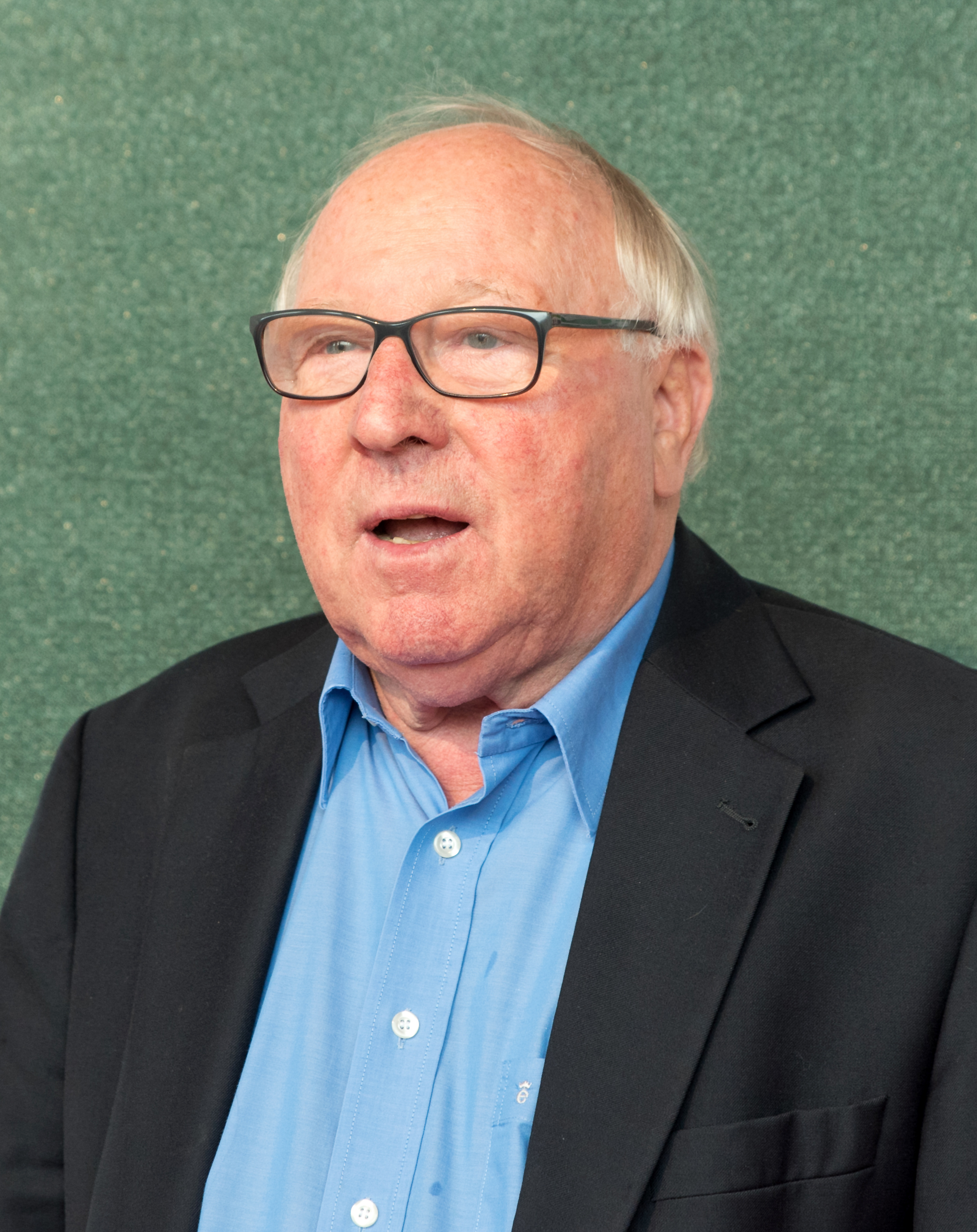
Der lebenslang mit dem HSV verbundene Uwe Seeler war einer der großen Stars in den Anfangsjahren der Bundesliga.

Mit Einführung der Fußball-Bundesliga in der Saison 1963/64 wurde der Hamburger SV in die höchste Spielklasse aufgenommen und war bis zum Abstieg am letzten Spieltag der Saison 2017/18 55 Jahre in der Bundesliga vertreten. Die einzige andere Hamburger Mannschaft, die bereits in der Bundesliga vertreten war, ist der FC St. Pauli, der dort bisher insgesamt acht Spielzeiten (1977/78, 1988/89 bis 1990/91, 1995/96 und 1996/97, 2001/02 und 2010/11) verbracht hat. Die Derbybilanz spricht eindeutig für den HSV, wobei es ein interessanter Aspekt ist, dass St. Pauli bisher zwar erst zwei Derbys gewinnen konnte, die Siege aber gleich im allerersten Bundesligaderby (2:0) und dem bisher letzten Bundesligaderby (1:0) – jeweils bei Heimrecht des HSV (!) – erzielt wurden.
Als die Bundesliga eingeführt wurde, blieb eine breite Hamburger Fußballkultur zunächst noch in der zweitklassigen Fußball-Regionalliga Nord erhalten, in deren Eröffnungssaison 1963/64 gleich sechs Hamburger Mannschaften vertreten waren: St. Pauli (gewann in der ersten Saison sowie später noch dreimal die Meisterschaft), Altona 93 (4. Platz), ASV Bergedorf 85 (8. Platz), Victoria Hamburg (11. Platz), Concordia Hamburg (16. Platz) und der HSV Barmbek-Uhlenhorst (Letzter und somit Absteiger am Ende der Eröffnungssaison).
In der folgenden Saison 1964/65 war außer den fünf verbliebenen Hamburger Mannschaften auch Rasensport Harburg in der Liga vertreten, stieg aber umgehend wieder ab und in der darauffolgenden Saison 1965/66 musste auch Victoria den Weg in die dritte Spielklasse gehen. Durch den Aufstieg des SC Sperber und des HSV Barmbek-Uhlenhorst waren in der Saison 1966/67 wieder sechs Hamburger Vereine in der Regionalliga Nord vertreten. Durch diverse Abstiege waren in der Saison 1972/73 nur noch zwei Hamburger Vereine (St. Pauli und Barmbek-Uhlenhorst) in der Regionalliga vertreten, die in der letzten Regionalliga-Spielzeit 1973/74 durch den Aufsteiger Concordia Hamburg verstärkt wurden. Obwohl Concordia einen beachtlichen zehnten Platz belegte, musste sie aufgrund der nach der Saison neu eingeführten 2. Fußball-Bundesliga die Herabstufung in die dritte Liga hinnehmen, während St. Pauli als Zweiter und Barmbek-Uhlenhorst als Fünfter die Aufnahme in die 2. Bundesliga Nord feiern durften. Barmbek-Uhlenhorst stieg bereits nach einem Jahr ab.
In der Zweitliga-Saison 2018/19 waren nach dem Abstieg des HSV erstmals sowohl der FC St. Pauli als auch der HSV in der 2. Liga vertreten. Das Hamburger Stadtderby am 30. September 2018 im Volksparkstadion endete mit einem torlosen Unentschieden, das Rückspiel im Millerntorstadion endete mit einem 4:0-Sieg für den HSV. Auch in der Zweitliga-Saison 2019/20 kam es zu Begegnungen zwischen dem FC St. Pauli und dem HSV. Die Spiele am 16. September 2019 und am 22. Februar 2020 wurden beide vom FC St. Pauli mit 2:0 gewonnen. Da der HSV den Wiederaufstieg in die 1. Bundesliga zum zweiten Mal verpasste, kam es auch in der folgenden Saison wieder zu Stadtderbys. Das Hinspiel im Volksparkstadion endete mit einem 2:2, wobei der HSV zum ersten Mal seit der Saison 2001/02 in einem Heimspiel im Stadtderby wieder getroffen hatte.
 Ende der Saison 2023/2024 schaffte der FC St. Pauli als Meister der zweiten Bundesliga den Sprung ins Oberhaus.

## Vereine im Hamburger Fußball außerhalb Hamburgs
Mit Vereinen aus dem niedersächsischen Landkreis Harburg sowie den vier an Hamburg angrenzenden schleswig-holsteinischen Kreisen gehören auch außerhalb Hamburgs ansässige Clubs zum Spielbetrieb des Hamburger Fußball-Verbandes bis hinunter in die Kreisklassen. In der aktuellen Saison 2022/23 sind das beispielsweise in der Regionalliga Eintracht Norderstedt und in der Oberliga der TSV Buchholz 08, Union Tornesch, TuRa Harksheide, der SV Rugenbergen und  TuS Dassendorf sowie im Frauenfußball der FC Union Tornesch und SC Egenbüttel.

## Historische Sportplätze

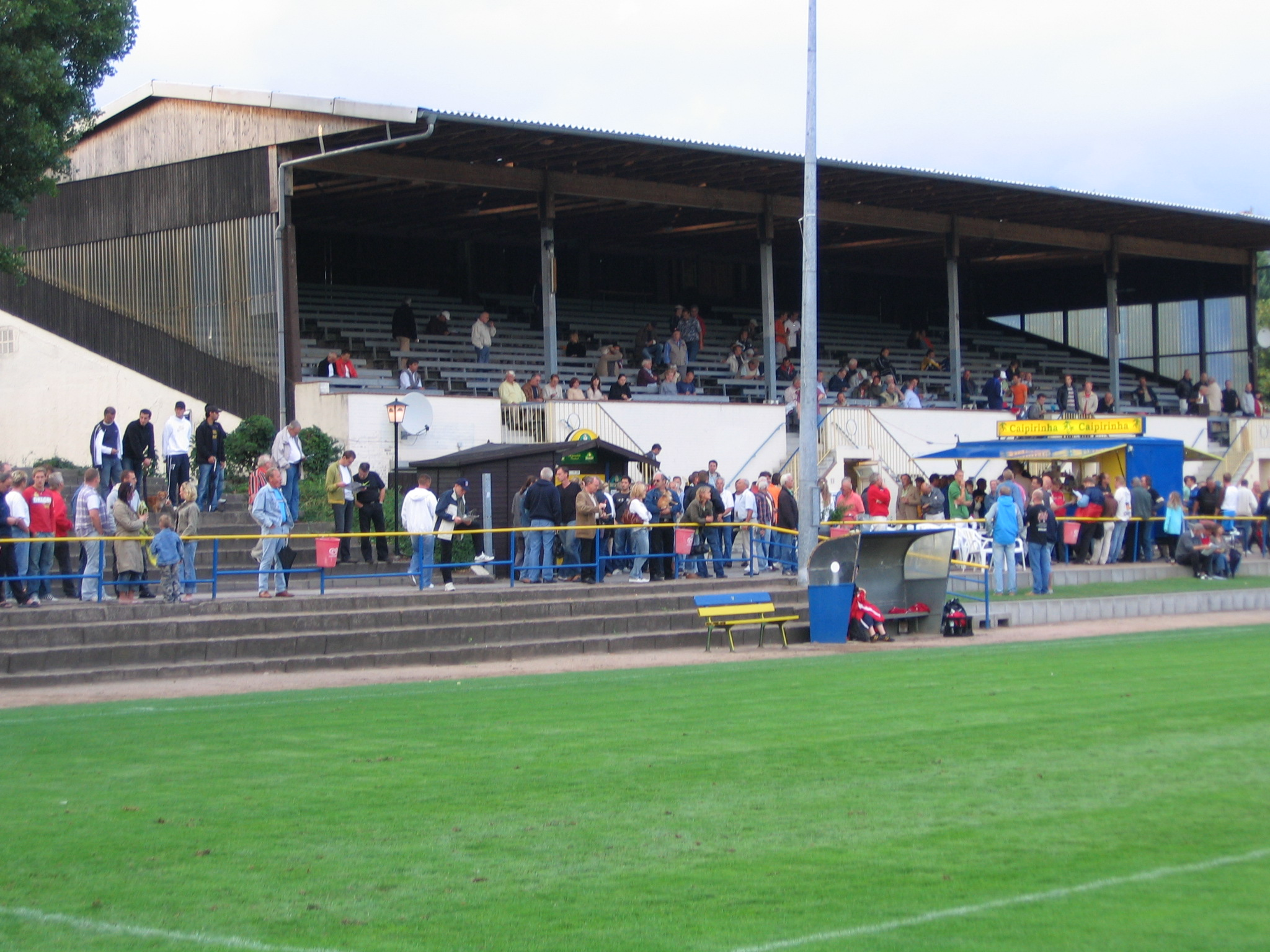
Haupttribüne des Stadions Hoheluft

Der erste wichtige Sportplatz im Großraum Hamburg war der bereits zu Beginn des vorherigen Kapitels erwähnte Exerzierplatz in Altona (genauer: Bahrenfeld), auf dem am 31. Mai 1903 das erste Endspiel um die deutsche Fußballmeisterschaft ausgetragen wurde.
Wenige Jahre später wurde im Hamburger Stadtteil Eppendorf vom SC Victoria das Stadion Hoheluft eröffnet, das in den Jahren vor dem Ersten Weltkrieg Hamburgs modernste Sportanlage war. Das Stadion war Austragungsort des Endspiels um die deutsche Fußballmeisterschaft 1912, in dem sich mit Holstein Kiel erstmals eine Mannschaft aus dem Norden mit dem Titel schmücken konnte. Außerdem fanden hier zwischen 1911 und 1940 insgesamt fünf Länderspiele der deutschen Nationalmannschaft statt. Heute ist das Stadion Hoheluft mit seiner denkmalgeschützten Tribüne das modernste Amateurstadion Hamburgs und regelmäßige Austragungsstätte des Endspiels um den Hamburger Pokal, dessen Sieger sich für die Teilnahme am DFB-Pokal der kommenden Saison qualifiziert. Seit der Saison 2008/09 ist das Stadion auch tauglich für die Fußball-Regionalliga und diente während der entsprechenden Ligazugehörigkeit bereits dem AFC 93 und der zweiten Mannschaft des FC St. Pauli als Heimspielstätte.
Nach Eröffnung des Altonaer Stadions, ebenfalls in Bahrenfeld gelegen, am 11. September 1925 gewann dieses rasch an Bedeutung und war unter anderem Austragungsstätte des Endspiels um die deutsche Fußballmeisterschaft 1928, die der HSV (5:2 gegen Hertha BSC) gewann. Bereits nach einem Vierteljahrhundert wurde das für 42.000 Zuschauer konzipierte Stadion wieder abgerissen und durch das 1953 eröffnete größere Volksparkstadion ersetzt, das sich im Eigentum des HSV befindet und das das einzige Stadion Deutschlands ist, das Austragungsort aller bisherigen Spielzeiten der Fußball-Bundesliga bis 2017/18 war. Außerdem diente es bisher in 27 Fällen (zwischen 1953 und 2014) der deutschen Nationalmannschaft als Heimspielort und war zudem Spielort beider in Deutschland ausgetragenen Fußball-Weltmeisterschaften (1974 und 2006) sowie der Fußball-Europameisterschaft 1988. Zwei seiner aus deutscher Sicht nachhaltig in Erinnerung gebliebenen Begegnungen waren die Niederlagen in der Vorrundengruppe der WM 1974 gegen die DDR (0:1) und im Halbfinale der EM 1988 gegen die Niederlande (1:2).

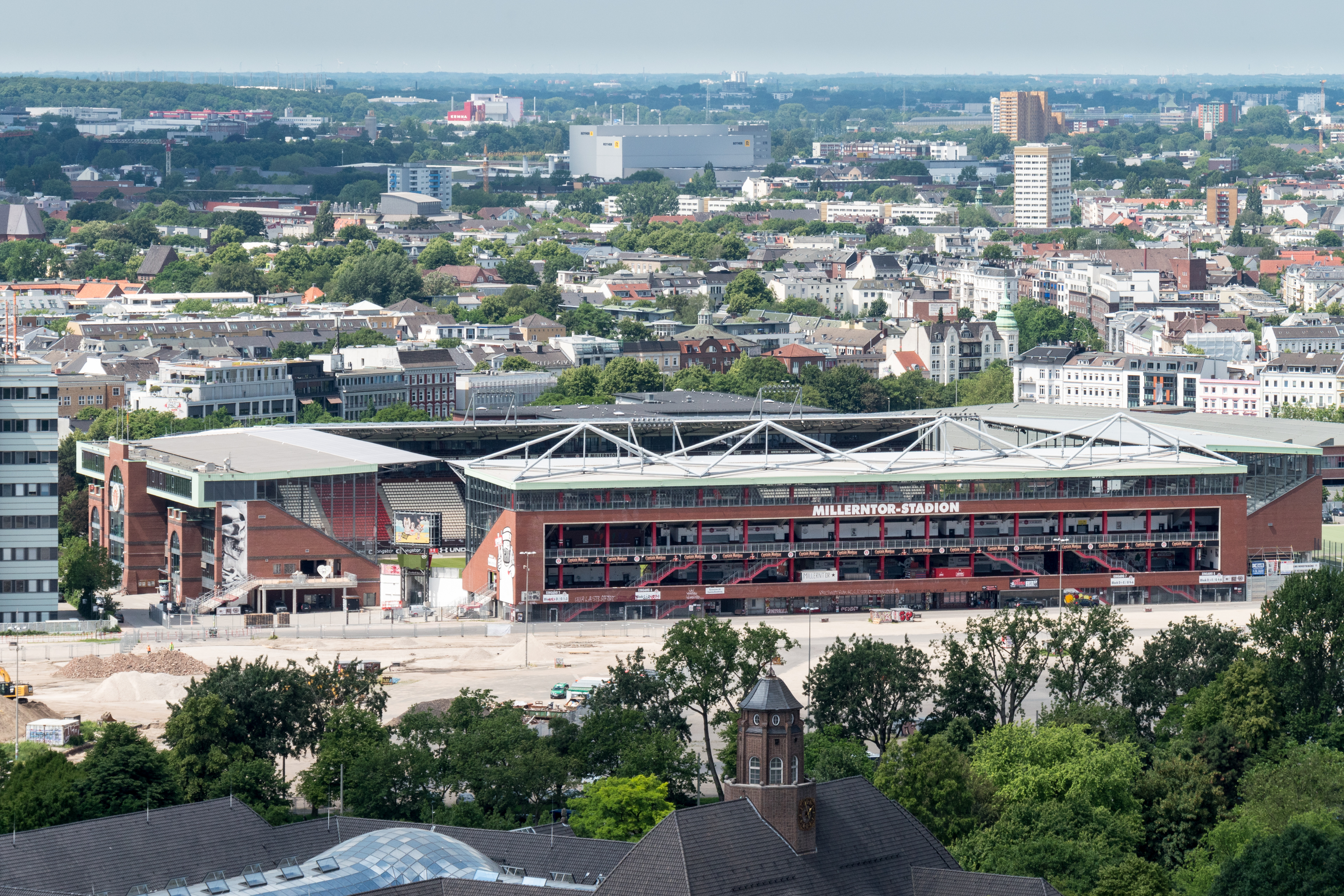
Das Millerntor-Stadion von der St.-Michaelis-Kirche aus.

Das Millerntor-Stadion des FC St. Pauli liegt im Stadtkern Hamburgs und ist somit eins der zentralsten Stadien der Welt. Die im Vereinseigentum befindliche Spielstätte ist der Austragungsort der Heimspiele der ersten sowie vereinzelt auch der zweiten Fußballmannschaft sowie der Frauenfußballmannschaft des Vereins. Das Stadion verfügt seit dem Abschluss der Umbauarbeiten im Jahr 2015 über eine Kapazität von 29.546 Plätzen, von denen 16.940 Stehplätze und 12.606 Sitzplätze sind. Zu den Sitzplätzen gehören 39 Séparées mit 468 Plätzen, 2.491 Business-Seats und 96 rollstuhlgerechte Plätze.